# Paul Laine
Paul Robert Laine (Vancouver, 12 ottobre 1967) è un cantante canadese.
Anche se ha esordito come solista, è maggiormente ricordato per la sua permanenza nei Danger Danger durante il periodo in cui Ted Poley abbandonò la band.

## Discografia

### Come solista
- 1990 - Stick It in Your Ear
- 1996 - Can't Get Enuff

### Con i Danger Danger
- 1995 - Dawn
- 1998 - Four the Hard Way
- 2000 - The Return of the Great Gildersleeves
- 2001 - Cockroach
- 2005 - Live and Nude

### Con i Shugaazer
- 2004 - Shift

### Con i Darkhorse
- 2014 - Let It Ride

### Con i The Defiants
- 2016 - The Defiants